# Tung Sing Football Club
Maillots
Le Tung Sing Football Club (en chinois : 東昇體育會), plus couramment abrégé en Tung Sing FC, est un club hongkongais de football fondé en 1959 et basé à Hong Kong.
Il évolue en troisième division lors de la saison 2019-2020 après avoir passé plus de vingt saisons parmi l'élite du pays entre les années 1960 et les années 1980.

## Histoire
Le club, fondé par Henry Fok en 1959, découvre le haut niveau en 1962, lors de sa promotion en First Division League. Le baptême est douloureux puisque la dernière place du classement à l'issue de la saison le condamne à une relégation immédiate. Il parvient tout de même à être à nouveau promu l'année suivante et entame alors un long séjour en première division qui va durer vingt-et-une saisons. Durant toute cette période, Tung Sing ne parvient pas à remporter de titre, que ce soit en Championnat ou en Coupe. Son meilleur résultat en championnat est une troisième place, obtenue à deux reprises, à l'issue des saisons 1972-1973 et 1977-1978. En Coupe, Tung Sing atteint la finale en 1977, battu par les Hong Kong Rangers. Le club quitte définitivement le haut niveau à l'issue de la saison 1985-1986. Il évolue depuis dans les divisions inférieures.
Parmi les joueurs notables ayant porté les couleurs du club, on peut citer le défenseur Lai Sun Cheung, futur sélectionneur national à l'issue de sa carrière, qui évolue à Tung Sing entre 1978 et 1980.

## Palmarès
| \| - Coupe de Hong Kong : - Finaliste : 1976-77. - Championnat de Hong Kong D3 (3) : - Champion : 1961-62, 1963-64 et 2015-16. \| \| - Championnat de Hong Kong D4 (1) : - Champion : 2014-15. \| |  |                                                           |
| - Coupe de Hong Kong : - Finaliste : 1976-77. - Championnat de Hong Kong D3 (3) : - Champion : 1961-62, 1963-64 et 2015-16.                                                                       |  | - Championnat de Hong Kong D4 (1) : - Champion : 2014-15. |

## Présidents du club
- Fok Kai Shan